# Paltamo
Paltamo (Zweeds: Paldamo) is een gemeente in de Finse provincie Oulu en in de Finse regio Kainuu. De gemeente heeft een landoppervlakte van 918,79 km² en telt 3.100 inwoners (2022).

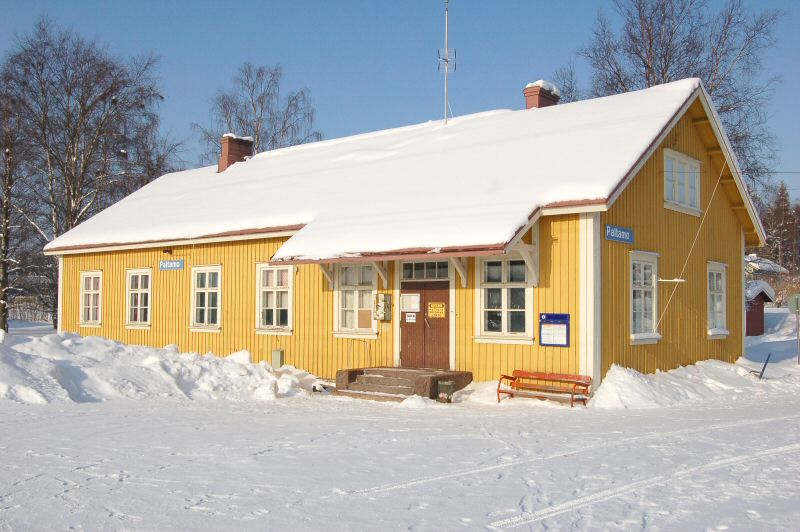
Station Paltamo
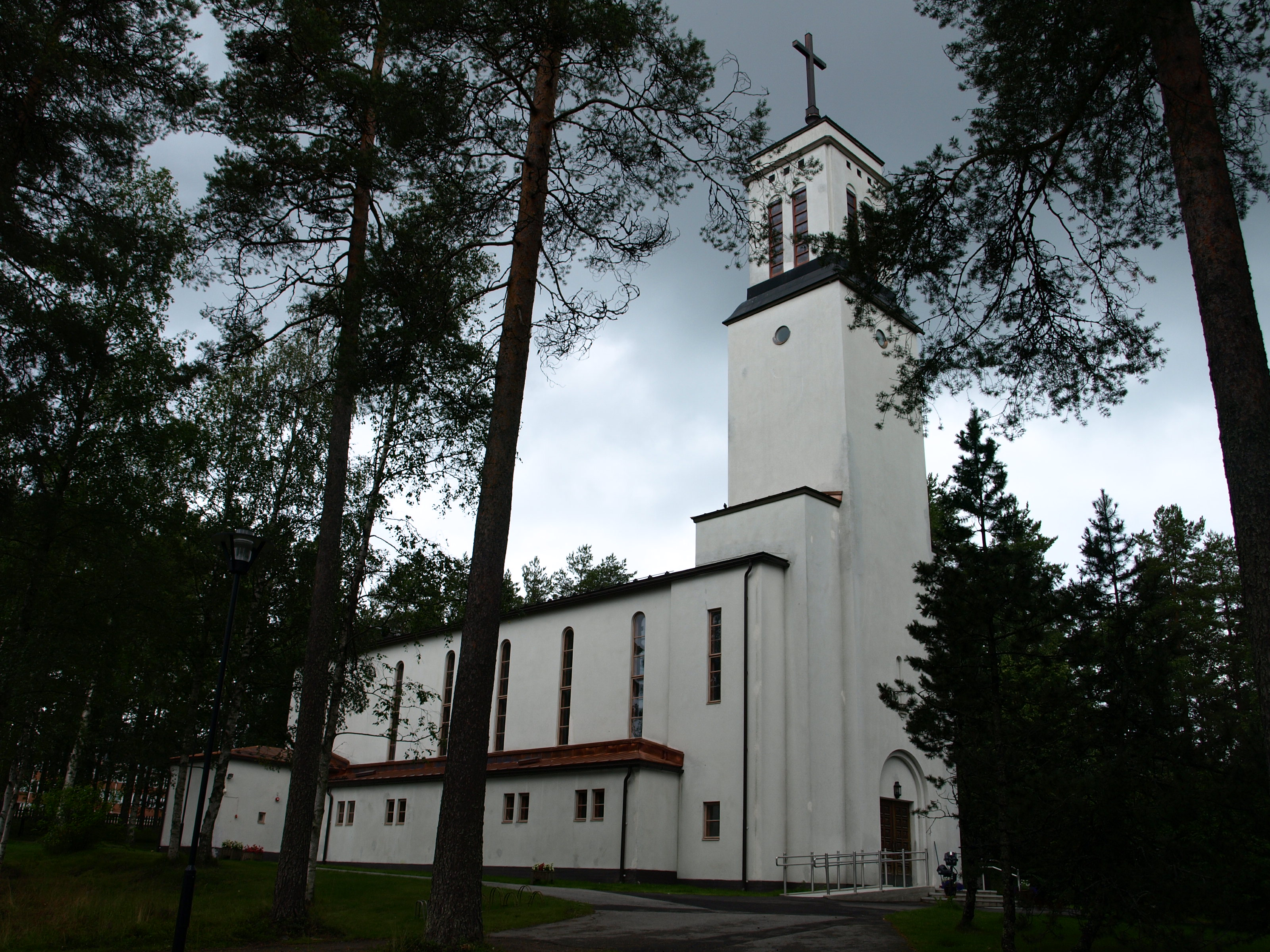
Kerk in Paltamo